# Port lotniczy Marie-Galante
Port lotniczy Marie-Galante – drugi co do wielkości port lotniczy Gwadelupy, zlokalizowany w miejscowości Grand-Bourg, na wyspie Marie-Galante.